# IC 4908
IC 4908 ist eine Spiralgalaxie vom Hubble-Typ Sa? im Sternbild Teleskop am Südsternhimmel. Sie ist rund 236 Millionen Lichtjahre von der Milchstraße entfernt und hat einen Durchmesser von etwa 40.000 Lichtjahren. 

Im selben Himmelsareal befinden sich u. a. die Galaxien IC 4902 und IC 4919.
Das Objekt wurde am 3. Oktober 1901 von DeLisle Stewart entdeckt.